# Sovana
Sovana is een plaats (frazione) in de Italiaanse gemeente Sorano met ongeveer 400 inwoners.

## Geboren
- Paus Gregorius VII (1020/1025-1085), geboren als Hildebrand van Sovana, ook Aldobrandeschi